# Comuna Cobia, Dâmbovița
Cobia este o comună în județul Dâmbovița, Muntenia, România, formată din satele Blidari, Călugăreni, Căpșuna, Cobiuța, Crăciunești, Frasin-Deal, Frasin-Vale, Gherghițești (reședința), Mănăstirea și Mislea. Comuna se află la sud-vest de Târgoviște și este străbătută de șoseaua județeană DJ702E care leagă orașul Găești de valea Dâmboviței.
La sfârșitul secolului al XIX-lea, comuna Cobia făcea parte din plasa Cobia a județului Dâmbovița și era formată din 12 cătune (Frasinu din Deal, Frasinu din Vale, Blidari, Căpșuna, Gura Porcului, Călugăreni, Bumboaia, Crăciunești, Gherghițești, Mănăstioara, Făgetul și Arsurele), cu o populație totală de 3256 locuitori. În comună funcționa mănăstirea Cobia, fondată de Șerban Cantacuzino, alte șapte biserici în diferite sate, și o școală mixtă cu 66 de elevi.
În 1925, comuna avea aceeași alcătuire și făcea parte din plasa Găești a aceluiași județ, având 4005 locuitori.
În 1950, comuna a fost inclusă în raionul Găești din regiunea Argeș (denumită între 1952 și 1960 regiunea Pitești). În 1968, comuna a redevenit parte a județului Dâmbovița, reînființat.

## Demografie
Componența etnică a comunei Cobia
     Români (96,27%)
     Alte etnii (3,73%)
Componența confesională a comunei Cobia
     Ortodocși (95,98%)
     Alte religii (0,16%)
     Necunoscută (3,86%)
Conform recensământului efectuat în 2021, populația comunei Cobia se ridică la 3.083 de locuitori, în scădere față de recensământul anterior din 2011, când fuseseră înregistrați 3.180 de locuitori. Majoritatea locuitorilor sunt români (96,27%). Din punct de vedere confesional, majoritatea locuitorilor sunt ortodocși (95,98%), iar pentru 3,86% nu se cunoaște apartenența confesională.

## Politică și administrație
Comuna Cobia este administrată de un primar și un consiliu local compus din 11 consilieri. Primarul, Marin Manda[*], de la Partidul Social Democrat, este în funcție din 2008. Începând cu alegerile locale din 2024, consiliul local are următoarea componență pe partide politice:
|  | Partid                          | Consilieri | Componența Consiliului | Componența Consiliului | Componența Consiliului | Componența Consiliului | Componența Consiliului | Componența Consiliului | Componența Consiliului | Componența Consiliului |
|  | ------------------------------- | ---------- | ---------------------- | ---------------------- | ---------------------- | ---------------------- | ---------------------- | ---------------------- | ---------------------- | ---------------------- |
|  | Partidul Social Democrat        | 8          |                        |                        |                        |                        |                        |                        |                        |                        |
|  | Alianța pentru Unirea Românilor | 2          |                        |                        |                        |                        |                        |                        |                        |                        |
|  | Partidul Național Liberal       | 1          |                        |                        |                        |                        |                        |                        |                        |                        |

## Personalități
- Ion Dincă (1928 - 2007), om politic comunist român
- Constantin Berechet (n.1956), deputat